# Rod Tempero
Rod Tempero Limited, zuvor Tempero Coach & Motor Company Limited, ist ein neuseeländischer Hersteller von Automobilen.

## Unternehmensgeschichte
Alan Tempero gründete 1946 das Unternehmen Tempero Coach & Motor Company Limited in Oamaru. 1979 oder 1981 begann unter Leitung seines Sohnes Errol Tempero die Produktion von Automobilen. Der Markenname lautet Tempero. Inzwischen leitet dessen Sohn Rod Tempero das Unternehmen, das als Rod Tempero Limited firmiert.

## Fahrzeuge
Das erste Modell war die Nachbildung des Jaguar D-Type. Die Basis bildete ein Halb-Monocoque. Die Karosserie bestand aus Paneelen aus Aluminium. Dieses Modell gab es auch mit einer verlängerten Front. Daneben stand die Nachbildung des Jaguar XK-SS im Angebot. Von diesen Modellen entstanden die ersten 48 Fahrzeuge bis 1995. Außerdem stellte das Unternehmen Nachbildungen von Aston Martin DBR 2, Lister-Jaguar und Jaguar E-Type in der Ausführung als Lightweight her.
1994 erschien eine Replika des Jaguar XJ 13. Ein V12-Motor mit 5300 cm³ Hubraum trieb die Fahrzeuge an. Die ersten drei Exemplare wurden in die USA exportiert. Das Unternehmen selbst nennt auch die Modelle Jaguar C-Type, Ferrari 250 Testa Rossa und Ferrari California. Außerdem restauriert das Unternehmen klassische Fahrzeuge. Der Nachbau eines Jaguar D-Type wurde für 75.000 US-Dollar verkauft.
Das Auktionshaus RM Auctions versteigerte im Januar 2012 einen Nachbau des Jaguar XK-SS von Tempero für 145.750 US-Dollar.
Der Nachbau eines Jaguar XJ 13 brachte am 2. August 2014 176.000 US-Dollar auf einer Versteigerung.